# Sceau du Massachusetts
Le Sceau du Massachusetts est le sceau officiel du Commonwealth of Massachusetts. Le sceau est entouré par les mots "Sigillum Reipublicae Massachusettensis" ("Seal of the Republic of Massachusetts" / "Sceau de la République du Massachusetts") en latin.
Le sceau fut adopté par le Congrès Provincial du 13 décembre 1780. Le blason montre un Algonquin, Amérindien des États-Unis avec un arc et une flèche ; la flèche est pointée vers le bas pour symboliser la paix. À côté de l'indien, on voit une étoile à cinq branches symbolisant l'adhésion du Massachusetts comme 6e État américain. Un ruban bleu portant la devise officielle de l'État : "Ense Petit Placidam Sub Libertate Quietem", entoure le blason. Elle provient du Livre des devises de la Bibliothèque royale de Copenhague au Danemark, écrit en 1659 par Algernon Sydney, soldat et homme politique britannique. Au-dessus du blason on voit le Cimier militaire de l'État : un bras brandissant une broadsword pour symboliser la lutte pour l'indépendance américaine.
Il y a eu un certain nombre de sceaux du Massachusetts à travers l'histoire. Le premier sceau de la colonie de la baie du Massachusetts montrait à un Indien américain nu avec un buisson couvrant son périnée. Comme le sceau actuel, il tenait dans sa main une flèche dirigée vers le bas. Un rouleau, sortant de sa bouche avec les mots « Come over and help us », soulignait les intentions missionnaires et commerciales des premiers colons. Ce cachet a été utilisé jusqu'en 1686, peu de temps après que la charte ait été annulée et de nouveau de 1689-1692.
Une verrière au sommet du Grand Escalier de la Massachusetts State House montre tous les sceaux utilisés dans le Massachusetts, y compris les sceaux royaux des gouverneurs pendant la période coloniale.